# Konnagar
Konnagar é uma cidade e um município no distrito de Hugli, no estado indiano de Bengala Ocidental.

## Geografia
Konnagar está localizada a 22° 42′ N, 88° 21′ L. Tem uma altitude média de 14 metros (45 pés).

## Demografia
Segundo o censo de 2001, Konnagar tinha uma população de 72 211 habitantes. Os indivíduos do sexo masculino constituem 52% da população e os do sexo feminino 48%. Konnagar tem uma taxa de literacia de 80%, superior à média nacional de 59,5%: a literacia no sexo masculino é de 84% e no sexo feminino é de 77%. Em Konnagar, 8% da população está abaixo dos 6 anos de idade.